# Danzig-Westpreußen

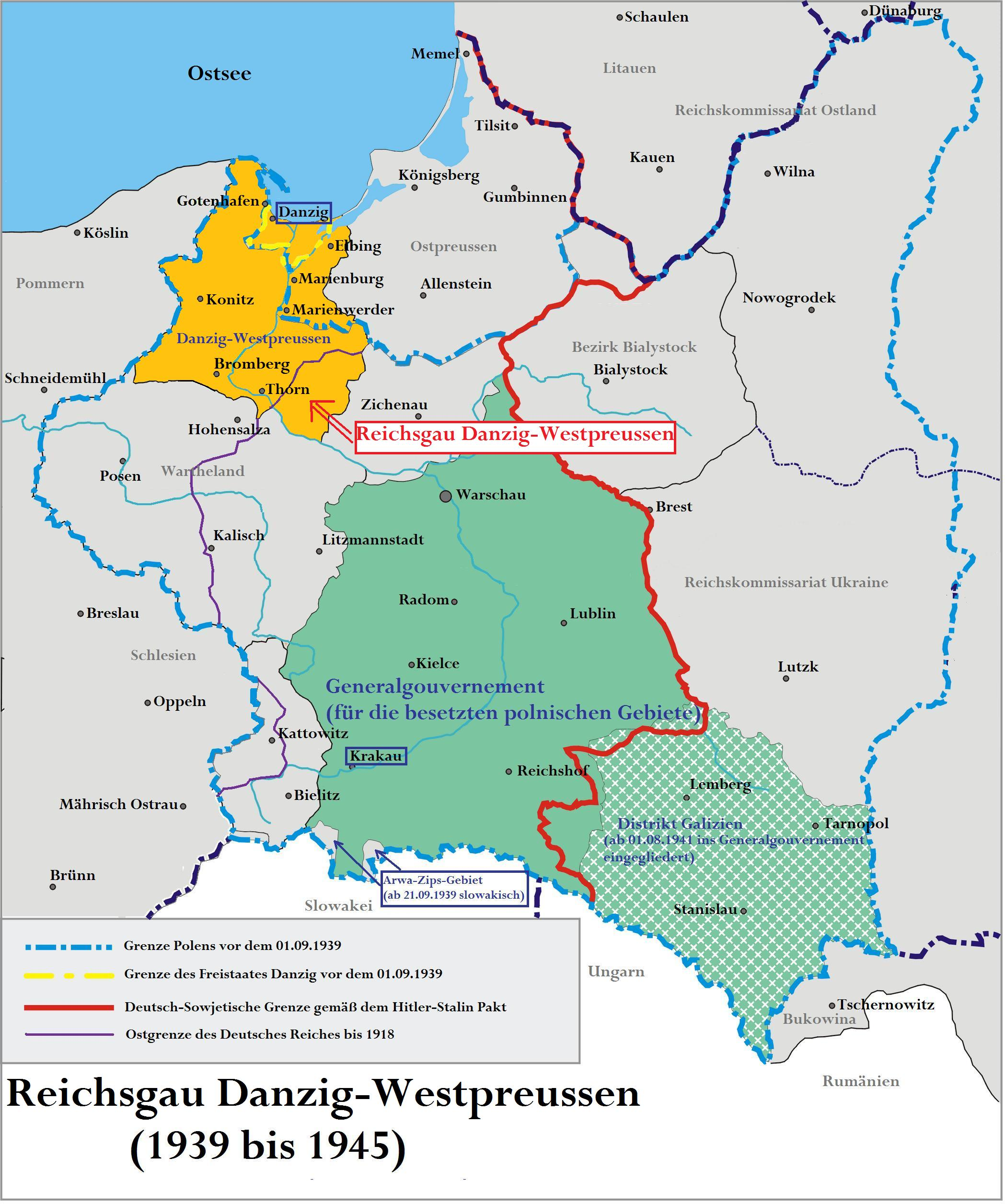
Reichsgau Danzig-Westpreußen

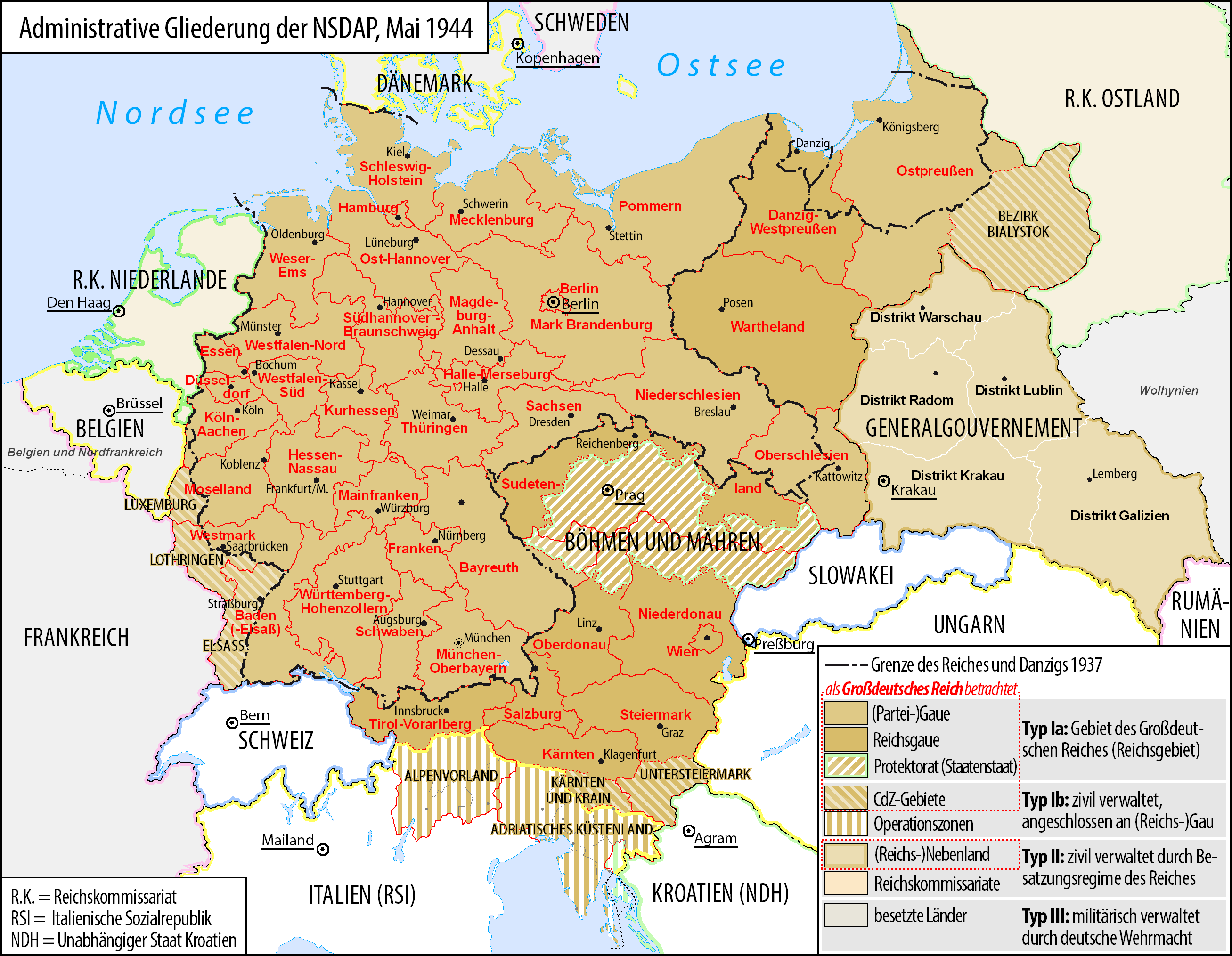
Reichsgaue und Generalgouvernement 1944

Der Reichsgau Danzig-Westpreußen war von 1939 bis 1945 ein Reichsgau des Deutschen Reiches. Er wurde nach dem Überfall auf Polen 1939 gebildet und bestand überwiegend aus bis 1920 deutsch gewesenem Staatsgebiet, das aufgrund der Bestimmungen des Versailler Vertrags 1920 einerseits zum Zweck der Einrichtung des Polnischen Korridors und andererseits zur Gründung der autonomen Freien Stadt Danzig hatte abgetreten werden müssen, daneben aus weiterem polnischen Gebiet, das vor 1918 zu Kongresspolen gehört hatte, sowie aus dem Gebiet des vormaligen Regierungsbezirks Westpreußen der preußischen Provinz Ostpreußen.
Danzig-Westpreußen basierte hauptsächlich auf früheren, seit den Teilungen Polens (teils unterbrochen durch die Zeit des Herzogtum Warschau 1807 bis 1815 sowie die Zeit ab 1918) preußischen Gebieten, stimmte dabei jedoch nur teilweise mit der früheren Provinz Westpreußen überein. 

## Geschichte
Nach dem Überfall auf Polen wurde die Freie Stadt Danzig am 1. September 1939 völkerrechtswidrig in das Deutsche Reich eingegliedert. Zum Chef der Zivilverwaltung wurde der Danziger Gauleiter Albert Forster bestellt.
Mitte September 1939 entstand der deutsche „Militärbezirk Westpreußen“; dieser umfasste das Gebiet der polnischen Woiwodschaft Großpommerellen (Województwo Wielkopomorskie) bis zur Netze einschließlich der bis zum 1. April 1938 zur Woiwodschaft Warschau gehörenden Kreise Lipno und Rypin. Er grenzte damit im Westen und Osten an die alte deutsche Reichsgrenze von 1937/39 (die preußischen Provinzen Pommern und Ostpreußen), im Norden an die ehemalige Freie Stadt Danzig und im Süden an den „Militärbezirk Posen“. Chef der Zivilverwaltung im Militärbezirk Westpreußen wurde der Danziger Gauleiter Forster.
Mit dem 26. Oktober 1939 wurde der „Militärbezirk Westpreußen“ mit der früheren Freien Stadt Danzig und dem Regierungsbezirk Westpreußen der preußischen Provinz Ostpreußen zum neugeschaffenen Reichsgau Westpreußen zusammengefasst. Das Gebiet kam jedoch nicht als neue Provinz an das deutsche Land Preußen, sondern wurde als Reichsgau direkt in das Deutsche Reich eingegliedert. Die polnischen Gebiete des Reichsgaus wurden damit annektiert; diese völkerrechtswidrige Annexion ist juristisch als „von Beginn an unwirksam“ zu betrachten.

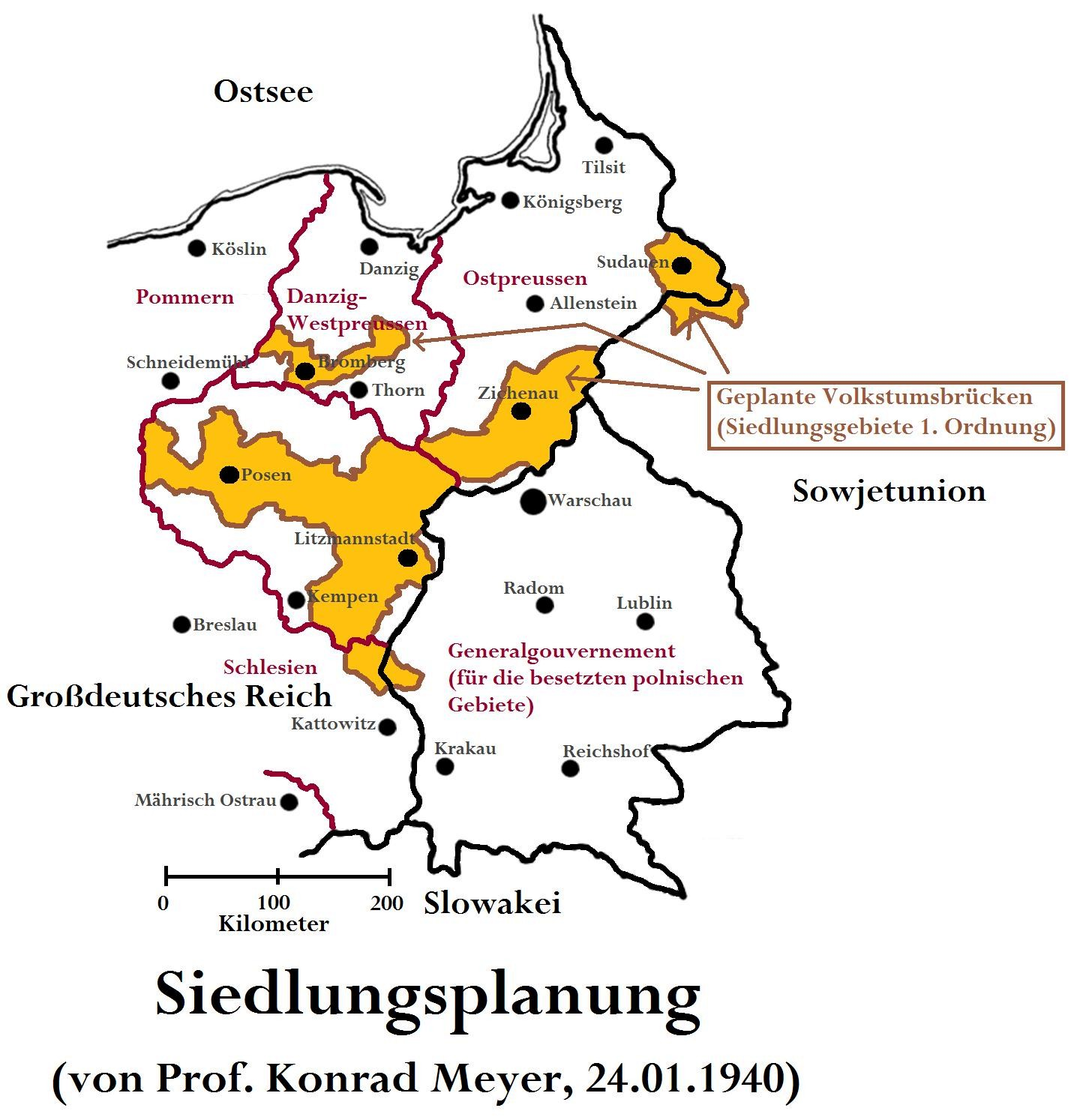
Geplante sogenannte deutsche Volkstumsbrücken (Siedlungsplanung): vollständig deutsch zu besiedelnde Gebiete

Seit dem 2. November 1939 galt für den Reichsgau die Bezeichnung „Danzig-Westpreußen“, um die Tradition der früheren Freien Stadt Danzig auch im Namen fortleben zu lassen. Verwaltungssitz wurde die Stadt Danzig, die seit dem 30. Dezember 1940 die Bezeichnung „Hansestadt“ führte, Reichsstatthalter in Danzig der bisherige Chef der Zivilverwaltung Albert Forster.
Bereits bis Ende 1939 hatte der Volksdeutsche Selbstschutz unter Ludolf-Hermann von Alvensleben im Gebiet des neuen Reichsgaus etwa 20.000 Einwohner ermordet.
Um Platz für volksdeutsche Umsiedler zu schaffen, die vor allem aus dem Baltikum kamen, veranlasste die nationalsozialistische Einwandererzentralstelle die Vertreibung bzw. Deportation tausender Polen aus dem Gebiet von Danzig-Westpreußen.
Gegen Ende des Krieges wurde das Gebiet zwischen Januar und Mai 1945 von der Roten Armee auf ihrem Vormarsch zur Weichselmündung besetzt.

## Verwaltungsgliederung
Danzig-Westpreußen teilte sich in drei Regierungsbezirke (Regierungsbezirk Bromberg (Danzig-Westpreußen), Regierungsbezirk Danzig (Danzig-Westpreußen), Regierungsbezirk Marienwerder (Danzig-Westpreußen)) mit der entsprechenden Anzahl von Stadt- und Landkreisen. Während die Grenzen der Regierungsbezirke völlig neu bestimmt wurden, blieb es hinsichtlich der Kreise im Wesentlichen bei den früheren preußischen und polnischen Abgrenzungen.
Zum Sitz der Regierungsbezirke wurden die Städte Bromberg, Danzig und Marienwerder bestimmt.
Zur Verwaltungsvereinfachung wurde zum 1. Januar 1943 die Behörde des Regierungspräsidenten in Danzig mit der des Reichsstatthalters in Danzig-Westpreußen zusammengelegt. Der Reichsgau Danzig-Westpreußen bildete damit bis 1945 einen integralen Bestandteil des Deutschen Reiches. Allerdings hatte er insoweit eine Sonderstellung inne, als er vom alten Danziger und Reichsgebiet weiterhin durch eine Polizeigrenze getrennt blieb (mit Passierscheinzwang). Diese sollte sicherstellen, dass keine unkontrollierte Bevölkerungsfluktuation zum Altreich stattfand. Somit verlief diese Polizeigrenze mitten durch den Reichsgau, so dass eine vollständige Eingliederung – ohne Passierscheinzwang – nur hinsichtlich des bis 1939 Danziger Gebietes stattfand.
Im Übrigen unterstanden dem Reichsstatthalter in Danzig auch alle staatlichen Sonderverwaltungen mit Ausnahme der Reichspost und der Reichsbahn. Das galt insbesondere auch für die Justiz. Dadurch sollte der Reichsgau als „Experimentierfeld“ genutzt werden können.

## Kommunalverfassung
Zum 1. Januar 1940 wurde allen Gemeinden der früheren Freien Stadt Danzig die Deutsche Gemeindeordnung verliehen. Gleichzeitig wurden die Städte, die bereits nach polnischem Recht außerhalb eines Kreisverbandes standen, als Stadtkreise nach deutschem Recht anerkannt. Auch ihnen wurde die Deutsche Gemeindeordnung verliehen, welche die Durchsetzung des Führerprinzips auf Gemeindeebene vorsah. Mit dem 1. April 1940 wurde in allen übrigen Gemeinden die Verwaltung durch deutsche Amtskommissare eingeführt. Zum 24. Oktober 1940 wurden flächendeckend im gesamten Gebiet des Reichsgaues neue Amtsbezirke gebildet.
Die ersten kreisangehörigen Gemeinden, denen die Deutsche Gemeindeordnung am 1. September 1940 verliehen wurde, waren die Städte Dirschau, Konitz, Neustadt (Westpr.), Preußisch Stargard und Putzig in den Landkreisen Dirschau, Konitz, Neustadt (Westpr.) und Preußisch Stargard, die letzten die 11 Gemeinden in der „Koschneiderei“ (Amtsbezirk Osterwick, Kr.Konitz) im Landkreis Konitz zum 1. April 1944.
Die Landkreise wurden in entsprechender Anwendung des Sudetengaugesetzes vom 14. April 1939 verwaltet. Danach waren sie sowohl staatliche Verwaltungsbehörden als auch Selbstverwaltungskörperschaften. Der Landrat, der meist zugleich Kreisleiter der NSDAP war, führte die gesamte staatliche Verwaltung in der Kreisstufe. Damit sollte ein Eigenleben von Sonderbehörden verhindert werden.

## Ortsnamen
Durch unveröffentlichten Erlass vom Dezember 1939 galten vorläufig hinsichtlich der bisher polnischen Ortsnamen die bis 1918 gültigen deutschen Ortsnamen. Diese globale Rückbenennung war möglich, da noch das gesamte deutsche Kartenwerk für die 1920 an Polen abgetretenen Gebiete (auch) die früheren deutschen Ortsnamen weitergeführt hatte. Für die polnischen Gebiete östlich der Reichsgrenze von 1918 galten vorläufig weiterhin die bislang polnischen Bezeichnungen.
1942 wurden durch Anordnung des Reichsstatthalters mit Zustimmung des Reichsinnenministers alle Ortsnamen in einer deutschen Form festgelegt.

## Justiz
In Danzig-Westpreußen bestanden zunächst zwei Oberlandesgerichte. Das frühere Danziger Obergericht war zum Oberlandesgericht umgebildet worden und wurde zuständig für die Landgerichte Bromberg, Danzig, Graudenz, Konitz und Thorn mit der entsprechenden Anzahl von Amtsgerichten. Der Bereich des bis 1939 ostpreußischen Teiles des Reichsgaues gehörte weiterhin zum Bezirk des Oberlandesgerichts in Marienwerder mit dem Landgericht Elbing.
Kriegsbedingt wurde ab 1. Januar 1943 das Oberlandesgericht Marienwerder aufgehoben und am gleichen Ort ein neues Landgericht eingesetzt. Die Landgerichte Elbing und Marienwerder gehörten bis 1945 ebenfalls zum Bezirk des Oberlandesgerichts Danzig.
Ferner gab es wie im Deutschen Reich Sondergerichte, und zwar in Danzig, Elbing, Graudenz und Thorn.

## Kraftverkehr
Das Unterscheidungskennzeichen für in Danzig-Westpreußen zugelassene Kraftfahrzeuge war DW.

## Kreise im Reichsgau Danzig-Westpreußen 1945

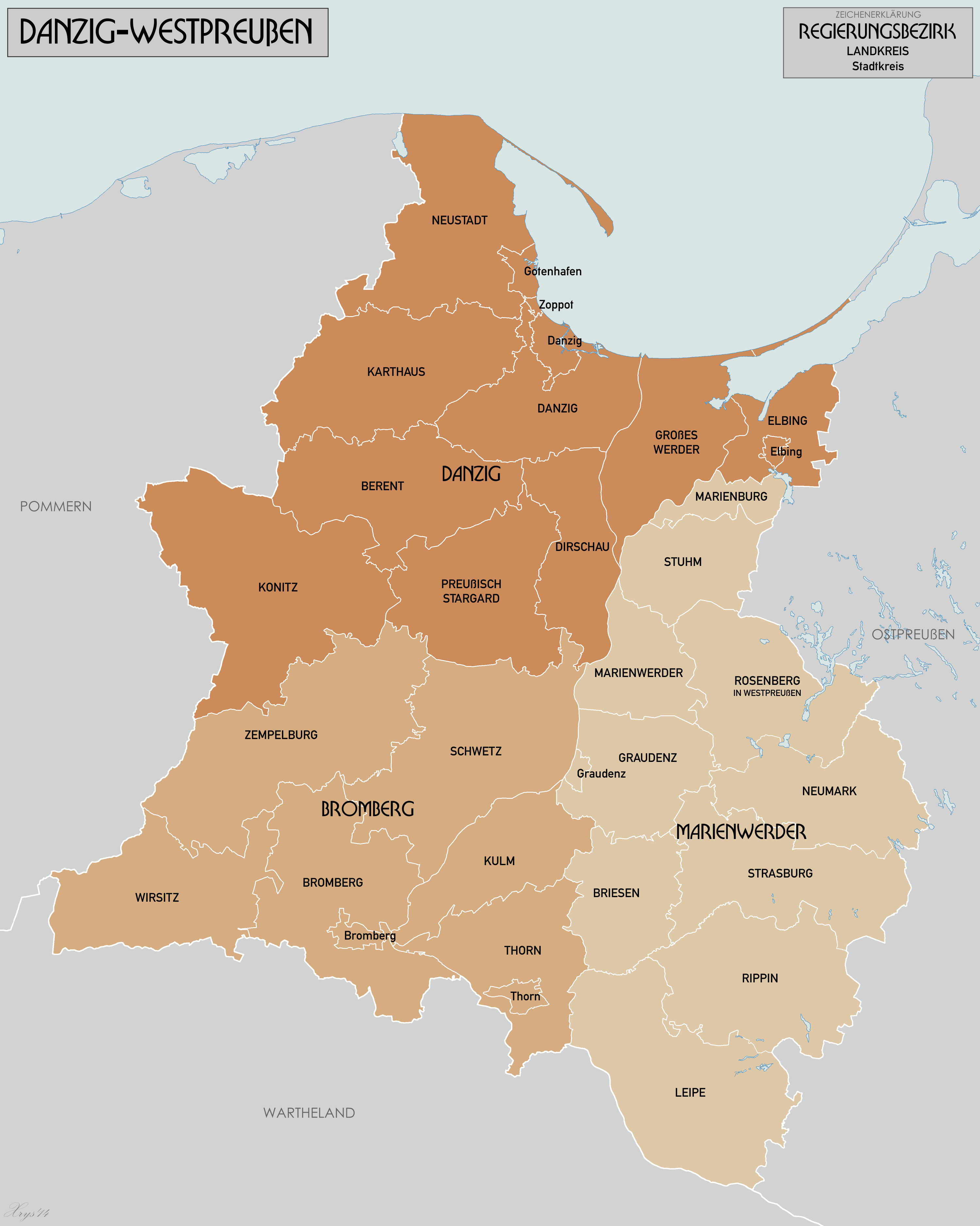
Reichsgau Danzig-Westpreußen (August 1943)

### Regierungsbezirk Bromberg

#### Stadtkreise
1. Bromberg
2. Thorn

#### Landkreise
1. Bromberg
2. Kulm (Weichsel)
3. Schwetz (Weichsel)
4. Thorn
5. Tuchel
6. Wirsitz
7. Zempelburg

### Regierungsbezirk Danzig

#### Stadtkreise
1. Danzig
2. Elbing
3. Gotenhafen
4. Zoppot

#### Landkreise
1. Berent (Westpr.)
2. Danzig
3. Dirschau
4. Elbing
5. Großes Werder [Sitz: Tiegenhof ]
6. Karthaus (Westpr.)
7. Konitz
8. Neustadt (Westpr.)
9. Preußisch Stargard

### Regierungsbezirk Marienwerder

#### Stadtkreise
1. Graudenz

#### Landkreise
1. Briesen (Westpr.)
2. Graudenz
3. Leipe (Westpr.)
4. Marienburg (Westpr.)
5. Marienwerder
6. Neumark (Westpr.)
7. Rippin (Westpr.)
8. Rosenberg i. Westpr.
9. Strasburg (Westpr.)
10. Stuhm

## Film
- Blutiger Boden, deutscher Raum. Die Siedlungspläne der SS, Dokumentarfilm, 52 min, ORF/3sat/Hengster Filmproduktion 2024, Buch und Regie: Andreas Kurz.